# Yonca Cevher Yenel
Yonca Cevher Yenel turska je glumica rođena 6. srpnja 1972. godine u Istanubulu, u Turskoj. Ona je kći poznatog turskog glumca Mahmuta Cevhera. Najpoznatija je po ulozi Füsun Evliyaoğlu, bahate snahe bogatog Burhana Evliyaoğlua u turskoj seriji Tisuću i jedna noć te kao Mürvet u turskoj seriji Europska strana. Visoka je 167 cm. Udana je za Alija Yenela, s kojim ima sina Alija Deniza Yenela.

## Filmografija
- (2006. – 2008.) - Tisuću i jedna noć - Füsun Evliyaoğlu
- (2006.) - Bandine suze
- (2006.) - Tear Bande - Güzin
- (2004.) - Europska strana - Mürvet
- (2004.) - Nazovimo ga dan
- (2004.) - Kuća maćehe
- (2002.) - Asmali domaćin - Duygu
- (2001.) - Jer ljubav razbojnika...
- (2000.) - Dio piknika
- (1999.) - Jutro brata Istanbula
- (1999.) - Vučja zamka
- (1997.) - Odnosi
- (1995.) - Çiçek Taksi
- (1994.) - Krivac
- (1993.) - Ljetnjikovac